# Три пенси (австралійська монета)
Три пенси, також трипенсовик (англ. threepence, позначення 3d) — колишня австралійська монета, що карбувався протягом 1910—1964 років (з перервами) і була в обігу до 1966 року, коли було проведено децималізацію австралійської грошової системи. Монета в три пенси дорівнювала 3 пенні, або +1/4 шиллінга, або +1/80 фунта. Після децималізації три пенси дорівнювали 2+1/2 австралійським центам.

## Позначення
Літера «d» у позначенні трипенсовика 3d є позначенням для австралійського пенні, що є наслідуванням позначення для старого (до 1971 року) британського пенні, вона є скороченням від назви римської срібної монети денарія.

## Історія
У 1901 році Австралія отримала незалежність від Великої Британії. Її грошовою одиницею в перші роки незалежності залишався британський фунт стерлінгів. У 1910 році почався випуск австралійської валюти. Перший австралійський трипенсовик почали карбувати у тому ж таки 1910 році, припинили — у 1964 році у зв'язку з запланованою децималізацією грошової системи країни, що була проведена 14 лютого 1966 році. У 1913, 1929—1933, 1937, 1945, 1946 роках карбування трипенсовиків не проводилося.

## Опис
На аверсі австралійського трипенсовика зображався британський монарх, який перебував на троні на момент карбування монети. На реверсі спочатку — у період з 1910 по 1936 роки — зображався герб Австралії, пізніше, з 1936 року, на ньому зображалися три колоски пшениці.
| Зображення | Зображення | Рік  | Рік  | Технічні параметри | Технічні параметри | Технічні параметри | Технічні параметри               | Опис, дизайнер | Опис, дизайнер | Опис, дизайнер                                                                           |
| Аверс | Реверс     | З    | До   | Діаметр, мм        | Товщина, мм        | Маса, г            | Склад                            | Гурт           | Аверс | Реверс                                                                                   |
| --- | ---------- | ---- | ---- | ------------------ | ------------------ | ------------------ | -------------------------------- | -------------- | --- | ---------------------------------------------------------------------------------------- |
| |            | 1910 | 1910 | 16                 |                    | 1,41               | 92.5 % Ag, 7,5 % Cu              | Гладкий        | Зображено обернене праворуч погруддя короля Едуарда VII з короною на голові. Надпис по кругу: «EDWARDVS VII D: G: BRITT: OMN: REX F: D: IND: IMP:»1 і крапка внизу. | Зображено герб Австралії, нагорі надпис «Threepence» — «Три пенси», внизу — рік випуску. |
| |            | 1911 | 1936 | 16                 |                    | 1,41               | 92.5 % Ag, 7,5 % Cu              | Гладкий        | Зображено обернене ліворуч погруддя короля Георга V з короною на голові. Надпис по кругу: "GEORGIVS V D.G.BRITT: OMN: REX F.D.IND: IMP: " 1                         |                                                                                          |
| |            | 1938 | 1944 | 16                 |                    | 1,41               | 92.5 % Ag, 7,5 % Cu              | Гладкий        | Зображено обернене ліворуч погруддя короля Георга VI. Надпис по кругу: «GEORGIVS VI D: G:BR: OMN: REX: F:D: IND: IMP.»1                                             | 3 колоски пшениці й надпис нагорі «AUSTRALIA», внизу — «THREE PENCE» — «Три пенси»       |
| |            | 1947 | 1948 |                    |                    |                    | 50 % Ag, 40 % Cu, 5 % Ni, 5 % Zn |                | |                                                                                          |
| |            | 1949 | 1952 | 16                 |                    | 1,41               | 50 % Ag, 40 % Cu, 5 % Ni, 5 % Zn | Гладкий        | Зображено бюст короля Георга VI. Надпис по кругу: «GEORGIVS VI D: G:BR: OMN: REX FIDEI DEF.»                                                                        |                                                                                          |
| |            | 1953 | 1954 | 16                 |                    | 1,41               | 50 % Ag, 40 % Cu, 5 % Ni, 5 % Zn | Гладкий        | Зображено кололеву Єлизавету II. Надпис по кругу: «ELIZABETH.II.DEI.GRATIA.REGINA                                                                                   |                                                                                          |
| |            | 1955 | 1964 | 16                 |                    | 1,41               | 50 % Ag, 40 % Cu, 5 % Ni, 5 % Zn |                | Зображено кололеву Єлизавету II. Надпис по кругу: «ELIZABETH.II.DEI.GRATIA.REGINA.F: D:»                                                                            |                                                                                          |
| Примітки. 1. — Текст «D: G: BRITT: OMN: REX F: D: IND: IMP:» є скороченням латинської фрази, що перекладається як «милостю Божою король всіх британських територій, захисник віри, імператор Індії». На монетах більшого номиналу й діаметру, де можна було викарбувати більше тексту, такий самий напис карбувався менш скорочено. |            |      |      |                    |                    |                    |                                  |                | |                                                                                          |

## Виноски
1. 1 2 3  Threepence coin values - Australia. www.allcoinvalues.com all coin values. Архів оригіналу за 21 листопада 2017. Процитовано 23 березня 2018. (англ.)